# Conus gordyi
Conus gordyi é uma espécie de gastrópode do gênero Conus, pertencente à família Conidae.